# Osama Nabih
Mahmoud El-Ghamrawy Osama Nabih, Mahmud al-Ghamrawi Usama Nabih (arab.: محمود الغمراوى أسامة نبيه, Maḥmūd al-Ḡamrāwī Usāmah Nabīh; ur. 20 stycznia 1975 w Gizie) – egipski piłkarz grający na pozycji napastnika. W swojej karierze rozegrał 17 meczów i strzelił 1 gola w reprezentacji Egiptu.

## Kariera klubowa
Swoją karierę piłkarską Nabih rozpoczął w klubie Zamalek SC. W 1995 roku zadebiutował w nim w pierwszej lidze egipskiej. W sezonie 1995/1996 wygrał z nim rozgrywki Ligi Mistrzów. W 1996 roku odszedł do klubu Tersana SC. W 1997 roku wrócił do Zamaleku. W sezonie 1998/1999 zdobył Puchar Egiptu, w sezonie 1999/2000 - Puchar Zdobywców Pucharów, a w sezonie 2000/2001 wywalczył mistrzostwo Egiptu.
W sezonie 2001/2002 Nabih grał w Al-Kuwait Kaifan. W sezonie 2002/2003 ponownie występował w Zamaleku, z którym został mistrzem kraju. W latach 2003–2007 grał w Baladeyet El Mahalla SC, a w latach 2007-2011 - w Itesalat, w którym zakończył karierę.

## Kariera reprezentacyjna
W reprezentacji Egiptu Nabih zadebiutował w 1997 roku. W 1998 roku został powołany do kadry Egiptu na Puchar Narodów Afryki 1998. Egipt wygrał ten turniej. Nabih wystąpił na nim w pięciu meczach: z Zambią (4:0), z Marokiem (0:1), ćwierćfinale z Wybrzeżem Kości Słoniowej (0:0, k. 5:4), półfinale z Burkina Faso (2:0) i finale z Republiką Południowej Afryki (2:0). Od 1997 do 1999 roku rozegrał w kadrze narodowej 17 meczów i zdobył 1 gola.